# Violetta en Vivo
Violetta en Vivo é a primeira turnê do elenco da série de televisão Disney Channel Violetta. A turnê tem uma grande exibição de cenografia, coreografia, figurino, e trabalho multimídia incrível, o show oferece uma história cheia de emoção e alegria, com a participação do elenco do Disney Channel e um repertório musical novela bem-sucedida que inclui os hits "En mi mundo", "Juntos somos más" e "Te Creo", além de grandes surpresas.

## Antecedentes
Em 2013, uma adaptação da série na versão teatral foi confirmado. Mais tarde, foi anunciado que vai começará 13 de julho de 2013, no Teatro Gran Rex, em Buenos Aires. O show é intitulado no "Violetta Ao vivo" e será seguido diariamente até 28 de julho do mesmo ano, no mesmo teatro, com dois shows por dia, uma às 14:30 e outra às 17:30. a partir daí, o processo foi estendido para 15 de setembro, duas vezes por dia, mas não em uma base diária. Em menos de um mês a partir de entradas de publicação de início, o show já vendeu 120.000 de deles. No total, foram 77 shows na Argentina.

## Elenco
A turnê contou a participação dos protagonistas da série.
- Martina Stoessel como Violetta
- Jorge Blanco como León
- Diego Domínguez como Diego
- Mercedes Lambre como  Ludmila
- Lodovica Comello como Francesca
- Ruggero Pasquarelli como Federico
- Candelaria Molfese como Camila
- Facundo Gambandé como Maxi
- Samuel Nascimento como Broduey
- Xabiani Ponce De León como Marco
- Alba Rico como Naty
- Nicolás Garnier como Andrés

## Set list
| Buenos Aires (2013) |
| --- |
| Abertura 1. Hoy Somos Más (Elenco) 2. Tienes el talento (Elenco) 3. Euforia (Elenco) 4. Habla Si puedes (Martina Stoessel) 5. Podemos (Martina Stoessel e Jorge Blanco) 6. Ahí estaré (Mercedes Lambre e Facundo Gambandé) 7. Are You Ready For The Ride? (Facundo Gambandé, Jorge Blanco, Nicolás Garnier, Samuel Nascimento, Diego Domínguez e Xabiani Ponce De León) 8. Veo Veo (Martina Stoessel, Lodovica Comello e Candelaria Molfese) 9. Voy Por Ti - Acapella (Diego Domínguez) 10. Voy Por Ti (Jorge Blanco) 11. Peligrosamente Bellas (Mercedes Lambre e Alba Rico) 12. Yo Soy Así (Diego Domínguez) 13. Como Quieres (Martina Stoessel) 14. Junto A Ti (Martina Stoessel, Lodovica Comello e Candelaria Molfese) 15. Te esperaré (Jorge Blanco) 16. On Beat (Elenco) 17. Juntos Somos Más (Elenco) 18. En Mi Mundo - Acapella (Martina Stoessel) 19. Ser Mejor (Elenco) 20. Te Creo (Martina Stoessel) 21. En mi mundo (Elenco) |

| Paraguai - Argentina - Chile - Brasil - Uruguai - Peru - México - Guatemala - Venezuela |
| --- |
| Abertura 1. Hoy Somos Más (Elenco) 2. Tienes el talento (Elenco) 3. Euforia (Elenco) 4. Habla Si puedes (Martina Stoessel) 5. Podemos (Martina Stoessel e Jorge Blanco) 6. Ahí estaré (Mercedes Lambre e Facundo Gambandé) 7. Are You Ready For The Ride? (Facundo Gambandé, Jorge Blanco, Nicolás Garnier, Samuel Nascimento, Diego Domínguez e Xabiani Ponce De León) 8. Alcancemos Las Estrellas (Martina Stoessel, Lodovica Comello, Candelaria Molfese, Mercedes Lambre e Alba Rico) 9. Voy Por Ti - Acapella (Diego Domínguez) 10. Voy Por Ti (Jorge Blanco) 11. Nuestro Camino (Martina Stoessel e Jorge Blanco) 12. Veo Veo (Martina Stoessel, Lodovica Comello e Candelaria Molfese) 13. Peligrosamente Bellas (Mercedes Lambre e Alba Rico) 14. Entre dos Mundos (Jorge Blanco) 15. Te Fazer Feliz (Samuel Nascimento, Jorge Blanco, Nicolás Garnier e Facundo Gambandé) 16. Yo Soy Así (Diego Domínguez) 17. Como Quieres (Martina Stoessel) 18. Junto A Ti (Martina Stoessel, Lodovica Comello e Candelaria Molfese) 19. Tu foto de Verano (Facundo Gambandé, Jorge Blanco, Nicolás Garnier, Samuel Nascimento, Diego Domínguez e Xabiani Ponce De León) 20. Te esperaré (Jorge Blanco) 21. On Beat (Elenco) 22. Juntos Somos Más (Elenco) 23. En Mi Mundo - Acapella (Martina Stoessel) 24. Ser Mejor (Elenco) 25. Te Creo (Martina Stoessel) 26. En mi mundo (Elenco) |

| Espanha - Itália - França - Buenos Aires (2014) |
| --- |
| Abertura 1. Hoy Somos Más (Elenco) 2. Tienes el talento (Elenco) 3. Euforia (Elenco) 4. Habla Si puedes (Martina Stoessel) 5. Podemos (Martina Stoessel e Jorge Blanco) 6. Ahí estaré (Mercedes Lambre e Facundo Gambandé) 7. Are You Ready For The Ride? (Facundo Gambandé, Jorge Blanco, Nicolás Garnier, Samuel Nascimento, Diego Domínguez e Xabiani Ponce De León) 8. Alcancemos Las Estrellas (Martina Stoessel, Lodovica Comello, Candelaria Molfese, Mercedes Lambre e Alba Rico) 9. Voy Por Ti - Acapella (Diego Domínguez) 10. Voy Por Ti (Jorge Blanco) 11. Nuestro Camino (Martina Stoessel e Jorge Blanco) 12. Veo Veo (Martina, Lodovica e Candelaria) 13. Luz, cámara y acción (Ruggero Pasquarelli) 14. Entre dos Mundos (Jorge Blanco) 15. Peligrosamente Bellas (Mercedes Lambre e Alba Rico) 16. Yo Soy Así (Diego Domínguez) 17. Como Quieres (Martina Stoessel) 18. Vieni e canta (Ruggero Pasquarelli e Lodovica Comello) 19. Junto A Ti (Martina, Lodovica e Candelaria) 20. Te esperaré (Jorge Blanco) 21. On Beat (Elenco) 22. Juntos Somos Más (Elenco) 23. Nel mio mondo - Acapella (Martina Stoessel) 24. Ser Mejor (Elenco) 25. Te Creo (Martina Stoessel) 26. Nel mio mondo (Elenco) |

## Apresentações
| Data                    | Cidade              | País      | Lugar                                         | Núm. de Apresentações |
| ----------------------- | ------------------- | --------- | --------------------------------------------- | --------------------- |
| América Latina          |                     |           |                                               |                       |
| 13 de Julho de 2013     | Buenos Aires        | Argentina | Teatro Gran Rex                               | 77                    |
| 14 de Julho de 2013     | Buenos Aires        | Argentina | Teatro Gran Rex                               | 77                    |
| 16 de Julho de 2013     | Buenos Aires        | Argentina | Teatro Gran Rex                               | 77                    |
| 17 de Julho de 2013     | Buenos Aires        | Argentina | Teatro Gran Rex                               | 77                    |
| 18 de Julho de 2013     | Buenos Aires        | Argentina | Teatro Gran Rex                               | 77                    |
| 19 de Julho de 2013     | Buenos Aires        | Argentina | Teatro Gran Rex                               | 77                    |
| 20 de Julho de 2013     | Buenos Aires        | Argentina | Teatro Gran Rex                               | 77                    |
| 21 de Julho de 2013     | Buenos Aires        | Argentina | Teatro Gran Rex                               | 77                    |
| 23 de Julho de 2013     | Buenos Aires        | Argentina | Teatro Gran Rex                               | 77                    |
| 24 de Julho de 2013     | Buenos Aires        | Argentina | Teatro Gran Rex                               | 77                    |
| 25 de Julho de 2013     | Buenos Aires        | Argentina | Teatro Gran Rex                               | 77                    |
| 26 de Julho de 2013     | Buenos Aires        | Argentina | Teatro Gran Rex                               | 77                    |
| 27 de Julho de 2013     | Buenos Aires        | Argentina | Teatro Gran Rex                               | 77                    |
| 28 de Julho de 2013     | Buenos Aires        | Argentina | Teatro Gran Rex                               | 77                    |
| 2 de Agosto de 2013     | Buenos Aires        | Argentina | Teatro Gran Rex                               | 77                    |
| 3 de Agosto de 2013     | Buenos Aires        | Argentina | Teatro Gran Rex                               | 77                    |
| 4 de Agosto de 2013     | Buenos Aires        | Argentina | Teatro Gran Rex                               | 77                    |
| 9 de Agosto de 2013     | Buenos Aires        | Argentina | Teatro Gran Rex                               | 77                    |
| 10 de Agosto de 2013    | Buenos Aires        | Argentina | Teatro Gran Rex                               | 77                    |
| 11 de Agosto de 2013    | Buenos Aires        | Argentina | Teatro Gran Rex                               | 77                    |
| 15 de Agosto de 2013    | Buenos Aires        | Argentina | Teatro Gran Rex                               | 77                    |
| 16 de Agosto de 2013    | Buenos Aires        | Argentina | Teatro Gran Rex                               | 77                    |
| 17 de Agosto de 2013    | Buenos Aires        | Argentina | Teatro Gran Rex                               | 77                    |
| 18 de Agosto de 2013    | Buenos Aires        | Argentina | Teatro Gran Rex                               | 77                    |
| 23 de Agosto de 2013    | Buenos Aires        | Argentina | Teatro Gran Rex                               | 77                    |
| 24 de Agosto de 2013    | Buenos Aires        | Argentina | Teatro Gran Rex                               | 77                    |
| 25 de Agosto de 2013    | Buenos Aires        | Argentina | Teatro Gran Rex                               | 77                    |
| 27 de Agosto de 2013    | Buenos Aires        | Argentina | Teatro Gran Rex                               | 77                    |
| 30 de Agosto de 2013    | Buenos Aires        | Argentina | Teatro Gran Rex                               | 77                    |
| 31 de Agosto de 2013    | Buenos Aires        | Argentina | Teatro Gran Rex                               | 77                    |
| 1 de Setembro de 2013   | Buenos Aires        | Argentina | Teatro Gran Rex                               | 77                    |
| 5 de Setembro de 2013   | Buenos Aires        | Argentina | Teatro Gran Rex                               | 77                    |
| 6 de Setembro de 2013   | Buenos Aires        | Argentina | Teatro Gran Rex                               | 77                    |
| 7 de Setembro de 2013   | Buenos Aires        | Argentina | Teatro Gran Rex                               | 77                    |
| 8 de Setembro de 2013   | Buenos Aires        | Argentina | Teatro Gran Rex                               | 77                    |
| 10 de Setembro de 2013  | Buenos Aires        | Argentina | Teatro Gran Rex                               | 77                    |
| 11 de Setembro de 2013  | Buenos Aires        | Argentina | Teatro Gran Rex                               | 77                    |
| 14 de Setembro de 2013  | Buenos Aires        | Argentina | Teatro Gran Rex                               | 77                    |
| 15 de Setembro de 2013  | Buenos Aires        | Argentina | Teatro Gran Rex                               | 77                    |
| 28 de Setembro de 2013  | Assunção            | Paraguai  | Polideportivo del Club Sol de América         | 2                     |
| 29 de Setembro de 2013  | Assunção            | Paraguai  | Polideportivo del Club Sol de América         | 2                     |
| 3 de Outubro de 2013    | Santa Fe            | Argentina | Estadio Cubierto del Club Unión               | 2                     |
| 4 de Outubro de 2013    | Santa Fe            | Argentina | Estadio Cubierto del Club Unión               | 2                     |
| 6 de Outubro de 2013    | Rosário             | Argentina | Metropolitano                                 | 2                     |
| 7 de Outubro de 2013    | Rosário             | Argentina | Metropolitano                                 | 2                     |
| 9 de Outubro de 2013    | Neuquén             | Argentina | Estadio Ruca Che                              | 2                     |
| 11 de Outubro de 2013   | Santiago            | Chile     | Movistar Arena                                | 2                     |
| 12 de Outubro de 2013   | Santiago            | Chile     | Movistar Arena                                | 2                     |
| 13 de Outubro de 2013   | Santiago            | Chile     | Movistar Arena                                | 2                     |
| 16 de Outubro de 2013   | Mendoza             | Argentina | Arena Maipú                                   | 2                     |
| 17 de Outubro de 2013   | Mendoza             | Argentina | Arena Maipú                                   | 2                     |
| 19 de Outubro de 2013   | Córdova             | Argentina | Orfeo Superdomo                               | 2                     |
| 20 de Outubro de 2013   | Córdova             | Argentina | Orfeo Superdomo                               | 2                     |
| 21 de Outubro de 2013   | Córdova             | Argentina | Orfeo Superdomo                               | 2                     |
| 26 de Outubro de 2013   | São Paulo           | Brasil    | Credicard Hall                                | 2                     |
| 27 de Outubro de 2013   | São Paulo           | Brasil    | Credicard Hall                                | 2                     |
| 28 de Outubro de 2013   | São Paulo           | Brasil    | Credicard Hall                                | 2                     |
| 2 de Novembro de 2013   | Montevidéu          | Uruguai   | Teatro de Verano                              | 2                     |
| 3 de Novembro de 2013   | Montevidéu          | Uruguai   | Teatro de Verano                              | 2                     |
| 6 de Novembro de 2013   | Lima                | Peru      | Jockey Club del Perú                          | 1                     |
| 8 de Novembro de 2013   | Cidade do México    | México    | Auditório Nacional                            | 1                     |
| 9 de Novembro de 2013   | Cidade do México    | México    | Auditório Nacional                            | 1                     |
| 10 de Novembro de 2013  | Cidade do México    | México    | Auditório Nacional                            | 2                     |
| 13 de Novembro de 2013  | Cidade da Guatemala | Guatemala | Domo Polideportivo Zona 13                    | 2                     |
| 15 de Novembro de 2013  | Valencia            | Venezuela | Forum de Valencia                             | 2                     |
| 16 de Novembro de 2013  | Caracas             | Venezuela | Poliedro de Caracas                           | 1                     |
| 17 de Novembro de 2013  | Caracas             | Venezuela | Poliedro de Caracas                           | 1                     |
| Europa                  |                     |           |                                               |                       |
| 29 de Novembro de 2013  | Barcelona           | Espanha   | Palau Sant Jordi                              | 1                     |
| 30 de Novembro de 2013  | Barcelona           | Espanha   | Palau Sant Jordi                              | 2                     |
| 1 de Dezembro de 2013   | Barcelona           | Espanha   | Palau Sant Jordi                              | 2                     |
| 4 de Dezembro de 2013   | Bilbau              | Espanha   | Bilbao Arena                                  | 1                     |
| 5 de Dezembro de 2013   | Bilbau              | Espanha   | Bilbao Arena                                  | 1                     |
| 6 de Dezembro de 2013   | Bilbau              | Espanha   | Bilbao Arena                                  | 1                     |
| 7 de Dezembro de 2013   | Madrid              | Espanha   | Palacio de los Deportes                       | 2                     |
| 8 de Dezembro de 2013   | Madrid              | Espanha   | Palacio de los Deportes                       | 2                     |
| 10 de Dezembro de 2013  | Sevilha             | Espanha   | Palacio de Deportes San Pablo                 | 2                     |
| 12 de Dezembro de 2013  | Valência            | Espanha   | Pavilhão Municipal Fonte de São Luis          | 2                     |
| 13 de Dezembro de 2013  | Valência            | Espanha   | Pavilhão Municipal Fonte de São Luis          | 1                     |
| 14 de Dezembro de 2013  | Málaga              | Espanha   | Palacio de Deportes José María Martín Carpena | 2                     |
| 15 de Dezembro de 2013  | Málaga              | Espanha   | Palacio de Deportes José María Martín Carpena | 2                     |
| 3 de Janeiro de 2014    | Milão               | Itália    | Mediolanum Forum                              | 1                     |
| 4 de Janeiro de 2014    | Milão               | Itália    | Mediolanum Forum                              | 2                     |
| 5 de Janeiro de 2014    | Milão               | Itália    | Mediolanum Forum                              | 2                     |
| 6 de Janeiro de 2014    | Bolonha             | Itália    | Unipol Arena                                  | 2                     |
| 10 de Janeiro de 2014   | Roma                | Itália    | PalaLottomatica                               | 2                     |
| 11 de Janeiro de 2014   | Roma                | Itália    | PalaLottomatica                               | 2                     |
| 12 de Janeiro de 2014   | Roma                | Itália    | PalaLottomatica                               | 2                     |
| 15 de Janeiro de 2014   | Paris               | França    | Le Grand Rex                                  | 2                     |
| 17 de Janeiro de 2014   | Paris               | França    | Le Grand Rex                                  | 2                     |
| 18 de Janeiro de 2014   | Paris               | França    | Le Grand Rex                                  | 2                     |
| 19 de Janeiro de 2014   | Paris               | França    | Le Grand Rex                                  | 2                     |
| 21 de Janeiro de 2014   | Nápoles             | Itália    | PalaPartenope                                 | 2                     |
| 22 de Janeiro de 2014   | Nápoles             | Itália    | PalaPartenope                                 | 2                     |
| 23 de Janeiro de 2014   | Nápoles             | Itália    | PalaPartenope                                 | 2                     |
| 25 de Janeiro de 2014   | Catânia             | Itália    | PalaCatania                                   | 2                     |
| 26 de Janeiro de 2014   | Catânia             | Itália    | PalaCatania                                   | 1                     |
| 28 de Janeiro de 2014   | Pádua               | Itália    | PalaFabris                                    | 2                     |
| 29 de Janeiro de 2014   | Pádua               | Itália    | PalaFabris                                    | 2                     |
| 31 de Janeiro de 2014   | Florença            | Itália    | Nelson Mandela Forum                          | 2                     |
| 1 de Fevereiro de 2014  | Florença            | Itália    | Nelson Mandela Forum                          | 2                     |
| 2 de Fevereiro de 2014  | Turim               | Itália    | Palasport Olimpico                            | 2                     |
| América Latina          |                     |           |                                               |                       |
| 28 de Fevereiro de 2014 | Buenos Aires        | Argentina | Luna Park                                     | 2                     |
| 1 de Março de 2014      | Buenos Aires        | Argentina | Luna Park                                     | 2                     |
| 2 de Março de 2014      | Buenos Aires        | Argentina | Luna Park                                     | 2                     |
| 3 de Março de 2014      | Buenos Aires        | Argentina | Luna Park                                     | 2                     |
| 4 de Março de 2014      | Buenos Aires        | Argentina | Luna Park                                     | 2                     |

## Especial de Televisão
Em 7 de dezembro foi ao ar no Disney Channel Brasil e Disney Channel América Latina um especial da turnê intitulado O Melhor de Violetta ao vivo em Buenos Aires.

## Lançamento do DVD

### Violetta en Vivo em Buenos Aires
Durante as sessões de Violetta em Buenos Aires no teatro Gran Rex em 2013 foi gravado um DVD. O lançamento do DVD ocorreu em 19 de fevereiro de 2014 na Argentina e 26 de fevereiro de 2014 no Chile.

### Violetta - O Concerto em Milão
Durante as sessões de Violetta em Milão em 2014 foi um gravado um DVD somente para Europa. O lançamento do DVD ocorreu em 10 de setembro  de 2014 unicamente na Europa.

### Violetta Backstage Pass
Basicamente é Violetta - O Concerto em Milão, mas só que com o título diferente em Itália! A artwork do DVD frontal é bem diferente sendo que no resto da Europa só é mostrada Violetta, mas em Itália é mostrado o elenco inteiro, mas obviamente Violetta está destacada! Foi lançado o DVD mas só que o DVD só vem com unicamente com a língua italiana.

## Filme
Foi produzido um filme da turnê denominado Violetta: O Show (título brasileiro), Violetta o Concerto em Milão (título Portugal) e Violetta en concierto - La película (título original) é um filme que mostra o show de Milão em janeiro de 2014 e imagens inéditas dos bastidores da final da turnê em Buenos Aires. No Brasil a estreia está programada para 28 de junho de 2014.